# Juan Mariano Cossío
Juan Mariano Cossío Galtier  (Tarapacá, 1799-Lima, 1 de agosto de 1884), fue un abogado, magistrado y político peruano. Presidente de la Corte Suprema en cuatro periodos: 1859-1860, 1862-1863, 1866-1868 y 1872-1873.

## Biografía
Nació en Tarapacá, al extremo sur del Virreinato del Perú. Hijo del teniente coronel Matías González de Cossío, que se dedicó a la minería en la región de Tarapacá y radicó en Arequipa. Nieto de Juan Manuel González de Cossío y de la Herrán, natural de Cantabria y primer conde de la Torre de Cossío.
Cursó sus estudios en Lima; en la Universidad Mayor de San Marcos se recibió de abogado y se doctoró en Derecho. Siguió carrera en la magistratura. 
Durante la reforma judicial de 1855 fue elevado a vocal de la Corte Suprema del Perú. Los demás vocales supremos eran Manuel Pérez de Tudela, Matías León, Francisco Javier Mariátegui y Benito Laso de la Vega.
Fue presidente de la Corte Suprema en cuatro periodos: 1859-1860, 1862-1863, 1866-1868 y 1872-1873.